# العلاقات الأوغندية البوتانية
العلاقات الأوغندية البوتانية هي العلاقات الثنائية التي تجمع بين أوغندا وبوتان.

## مقارنة بين البلدين
هذه مقارنة عامة ومرجعية للدولتين:
| وجه المقارنة                                              | أوغندا                        | بوتان          |
| --------------------------------------------------------- | ----------------------------- | -------------- |
| المساحة (كم2)                                             | 241.04 ألف                    | 38.39 ألف      |
| عدد السكان (نسمة)                                         | 42.86 مليون                   | 807.61 ألف     |
| الكثافة السكانية (ن./كم²)                                 | 177.81                        | 21.04          |
| العاصمة                                                   | كامبالا                       | تيمفو          |
| اللغة الرسمية                                             | لغة إنجليزية، اللغة السواحلية | لغة دزونكا     |
| العملة                                                    | شيلينغ أوغندي                 | نغولترم بوتاني |
| الناتج المحلي الإجمالي (بليون دولار)                      | 25.89 مليار                   | 2.51 مليار     |
| الناتج المحلي الإجمالي (تعادل القوة الشرائية) بليون دولار | 72.25 مليار                   | 6.49 مليار     |
| الناتج المحلي الإجمالي الاسمي للفرد دولار أمريكي          | 705                           | 2.66 ألف       |
| الناتج المحلي الإجمالي للفرد دولار أمريكي                 | 1.77 ألف                      | 7.82 ألف       |
| مؤشر التنمية البشرية                                      | 0.483                         | 0.605          |
| رمز المكالمات الدولي                                      | +256                          | +975           |
| رمز الإنترنت                                              | .ug                           | .bt            |
| المنطقة الزمنية                                           | ت ع م+03:00                   | ت ع م+06:00    |

## منظمات دولية مشتركة
يشترك البلدان في عضوية مجموعة من المنظمات الدولية، منها:
| علم المنظمة | اسم المنظمة                        | تاريخ انضمام أوغندا | تاريخ انضمام بوتان |
| ----------- | ---------------------------------- | ------------------- | ------------------ |
|             | مؤسسة التنمية الدولية              | 27 سبتمبر 1963      | 28 سبتمبر 1981     |
|             | يونسكو                             | 9 نوفمبر 1962       | 13 أبريل 1982      |
|             | وكالة ضمان الاستثمار متعدد الأطراف | 10 يونيو 1992       | 21 أكتوبر 2014     |
|             | الأمم المتحدة                      | 25 أكتوبر 1962      | 21 سبتمبر 1971     |
|             | الاتحاد البريدي العالمي            | ?                   | ?                  |
|             | البنك الدولي للإنشاء والتعمير      | 27 سبتمبر 1963      | 28 سبتمبر 1981     |
|             | الاتحاد الدولي للاتصالات           | 8 مارس 1963         | 15 سبتمبر 1988     |
|             | منظمة حظر الأسلحة الكيميائية       | ?                   | ?                  |
|             | مؤسسة التمويل الدولية              | 27 سبتمبر 1963      | 1 ديسمبر 2003      |
|             | منظمة الشرطة الجنائية الدولية      | ?                   | ?                  |

## وصلات خارجية
- موقع وزارة الخارجية الأوغندية
- موقع وزارة الخارجية البوتانية